# Ton Wetzer
Antonius Franciscus Adrianus Maria Wetzer, mais conhecido como Ton Wetzer ('s-Hertogenbosch, 2 de março de 1950) é um historiador e enciclopedista neerlandês.

## Biografia
Nascido em 's-Hertogenbosch em 2 de março de 1950, seguiu a profissão de programador de computadores e técnico em eletrônica, especializando-se em bancos de dados e conversão de dados. Trabalhou inicialmente em um instituto para crianças com deficiência de audição e de fala em Eindhoven. Depois atuou em empresas de desenvolvimento de softwares para os setores bancário, seguros e transportes.
De 2005 a 2015 foi coordenador da plataforma virtual do Centro de Informação Histórica do Brabante (Arquivo de Estado do Brabante), o arquivo digital mais consultado do país, e desde 2015 é colaborador da plataforma Erfgoed 's-Hertogenbosch ("Patrimônio de 's-Hertogenbosch"), um repositório mantido pela municipalidade disponibilizando virtualmente documentos, imagens e registros de uma multiplicidade de fontes históricas.

## Obra
Seu interesse pela história foi despertado através de pesquisas sobre a genealogia de sua família. Como pesquisador fez um mapeamento detalhado de todas as ruas, casas e monumentos de 's-Hertogenbosch no século XIX, incluindo listas de ocupantes e proprietários de cada habitação, a partir de informações coletadas nos censos, catálogos de endereços, mapas urbanos, arquivos, fotografias, relatos literários e outras fontes. Fez muitas pesquisas em arquivos em colaboração com a plataforma Erfgoed 's-Hertogenbosch.

### Bossche Encyclopedie
Seu trabalho mais conhecido é a enciclopédia virtual Bossche Encyclopedie ("Enciclopédia de 's-Hertogenbosch"), lançada em 2003 e em constante expansão, que conta com centenas de colaboradores e, mais do que uma enciclopédia convencional, além de artigos e ensaios oferece um rico acervo de documentos e imagens sobre a história da cidade. 's-Hertogenbosch é capital de uma província desde a Idade Média e uma das grandes cidades dos Países Baixos, e por isso a enciclopédia tem beneficiado um vasto público não apenas local. Todas as funcionalidades da plataforma e indexações documentais foram desenvolvidas por Wetzer, que também colabora com artigos.

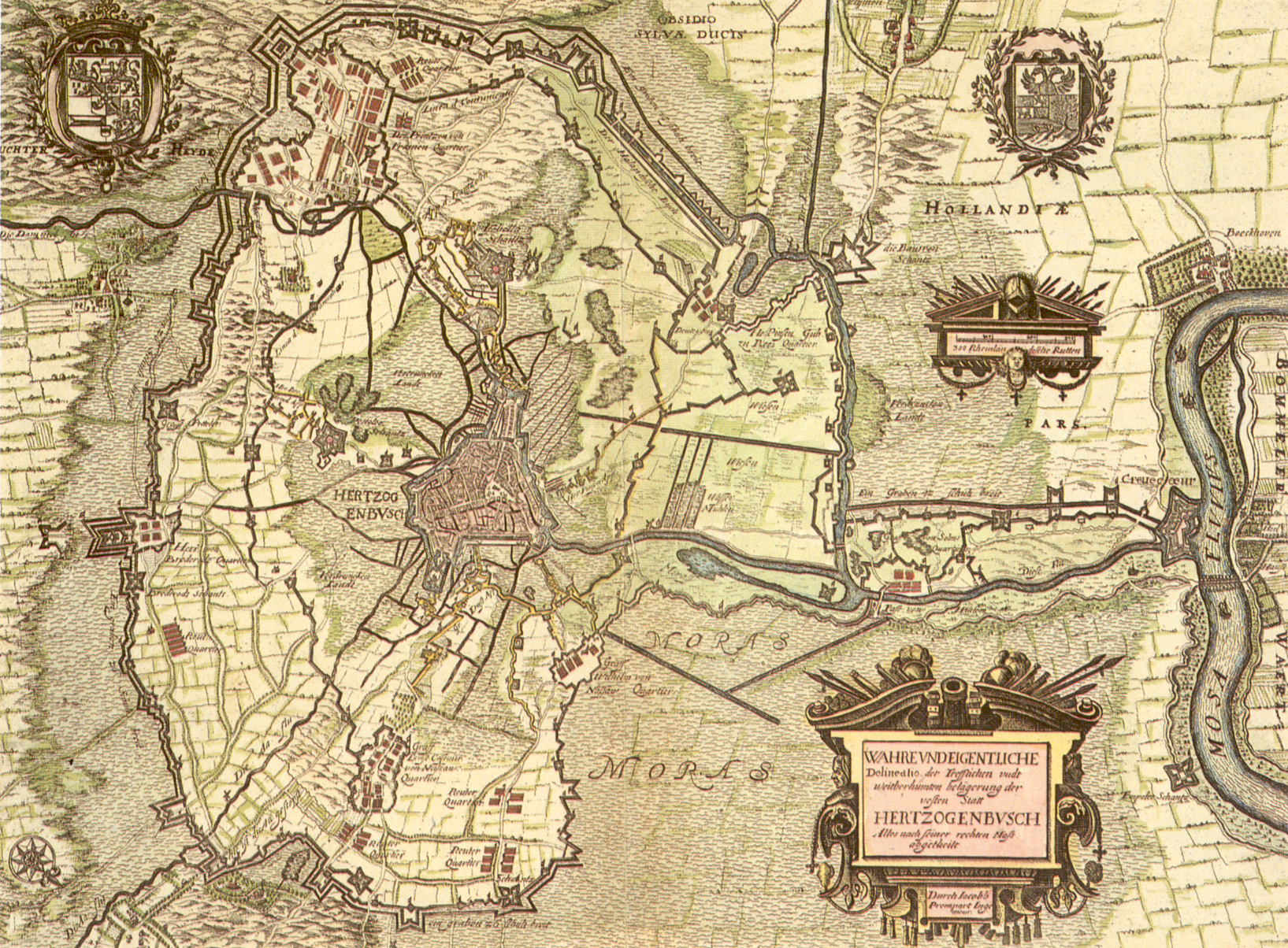
Mapa de 's-Hertogenbosch de 1629 disponibilizado pela enciclopédia

Destacam-se entre o material oferecido os inventários completos com sumário descritivo de cada documento dos arquivos da Câmara Municipal, das principais irmandades, asilos e hospitais, do conselho de órfãos e tutores, os alistamentos militares, compilações de leis e decretos, coleções de mapas antigos e reconstruções modernas da cartografia urbana, testamentos, biografias de personagens ilustres, com documentação que remonta ao século XIII.
Nas palavras de Jac Luyckx, o resultado é "um enorme tesouro de dados que é verdadeiramente uma obra de referência histórico-cultural. [...] Há seções sobre atividades científicas, corporações, igrejas e capelas, pontes, edifícios e monumentos, história militar, asilos, hospitais, parques, moinhos, bem como um acervo de pinturas, brasões, selos. E tudo isso é apenas uma amostra do que a Bossche Encyclopedie tem a oferecer". Segundo Lisette Broess-Croonen, coordenadora de uma série de reportagens sobre cemitérios históricos apresentada pelo jornal Bossche Omroep, a enciclopédia foi de especial valor como fonte de dados.
Em 2010 recebia cerca de 10 mil acessos por dia e continha mais de 20 mil entradas de texto e cerca de seis mil imagens. O sítio da enciclopédia é recomendado para pesquisas e indexado com ligação direta por várias plataformas culturais online. O projeto recebe apoio e colaboração do Arquivo Municipal, do Centro de Informação Histórica do Brabante, do Departamento Municipal de História da Construção, Arqueologia e Monumentos e do Museu do Brabante Norte. O Arquivo Municipal firmou um convênio com Wetzer para assumir o controle da enciclopédia após sua morte.

## Distinções
- Recebeu em 2016 o prêmio Monumentenonderscheiding ("Prêmio Monumento") concedido pela Fundação 's-Hertogenbossche Monumentenzorg, reconhecendo a importância do seu trabalho com a Bossche Encyclopedie [13]
- Nomeado Cavaleiro da Ordem de Orange-Nassau em 2018, reconhecendo suas contribuições à história[3][5]